# Stanisław Papczyński
Svatý Stanisław Papczyński (18. května 1631, Podegrodzie - 17. září 1701, Góra Kalwaria) byl polský římskokatolický kněz a zakladatel Kongregace Mariánských otců Neposkvrněného početí Nejsvětější Panny Marie.

## Život
Narodil se 18. května 1631 v Podegrodzie, kováři Tomaszovi Papkovi a Zofii Tacikowské. Při křtu dostal jméno Jan, které pak změnil na Stanisław. Měl bratra a šest sester, narodil se jako poslední. Jako dítě si vyráběl malé "oltáře" a účastnil se procesí v kostele. Mladý Papczyński uchovával velkou úctu k Božské prozřetelnosti, umučení Krista, Nejsvětější svátosti, Nejsvětější Panně Marii, a byl horlivým zastáncem spásy duší v očistci. Vzdělával se na jezuitských a piaristických kolejích v Podolínci, Jarosławi, Lvově a Rawě Mazowiecke. Po ukončení studií se rozhodl vstoupit k Piaristům, vzhledem k jejich mariánskému charakteru. Roku 1656 složil řeholní sliby a roku 1661 byl vysvěcen na kněze. Působil jako farář a učitel ve Varšavě.
Byl ceněným zpovědníkem (zpovídal mimo jiné apoštolského nuncia v Polsku Antonia Pignatelleho, pozdějšího papeže Inocence XII.). V roce 1662 vznikla samostatná polská provincie piaristů. Stanisław Papczyński toužil, aby piaristé stále zachovávali věrnost prvotnímu ideálu zakladatele a kritizoval uvolňování řehole. Generální představený piaristů ho povolal koncem října 1667 do Říma k vysvětlení jeho postojů. Při své cestě z Říma byl generálním představeným piaristů nejdříve koncem ledna 1668 poslán do sídla německé provincie piaristů v moravském Mikulově. Už v květnu téhož roku však dostal povolení odejít zpět do Varšavy. Po zmírnění řehole řádu roku 1670 požádal o zproštění slibů a přistoupil k založení nového apoštolského díla. Roku 1671 přijal bílý hábit na počest Neposkvrněného početí Nejsvětější Panny Marie, a založil první komunitu v Puszcze Korabiewickiej (později přejmenované na Mariańska). O dva roky později biskup Jacek Święcicki, schválil novou kongregaci v Puszcze Mariańské.
Od tohoto momentu se začíná historie Kongregace otců Mariánů. Brzy poté poznaňský biskup Stefan Wierzbowski, pozval mariány do Nowe Jerozolimi. Stanisław Papczyński se svou komunitou zde vedl pastoraci poutníků. Postupně se mu horšilo zdraví, dožil se ještě schválení slibů tohoto shromáždění.
Zemřel 17. září 1701 v Góre Kalwaria, a je zde také pochován.

## Proces blahořečení
Dne 13. června 1992 byl potvrzen dekret o jeho hrdinských ctnostech.
Dne 16. prosince 2006 byl papežem Benediktem XVI. uznán zázrak na jeho přímluvu. Dne 12. února 2007 byla v souvislosti s plánovaným blahořečením vykonána kanonická exhumace jeho těla. Byla nalezena kostra s poměrně dobře zachovaným bílým hábitem. Některé kosti byly vyřazeny jako relikvie, zbytek zůstal v hrobě, v hlavním relikviáři. Ostatky převzaté z hrobu byly rozdány do farností, kde mu byl postaven kostel. Mariané vykonali rekonstrukci sarkofágu, který byl 250 let starý.
Blahořečen byl 16. září 2007 v Licheńu Starym, ceremonii předsedal kardinál Tarcisio Bertone, vatikánský státní sekretář.

## Proces svatořečení
Dne 21. ledna 2016 uznal papež František jeho druhý zázrak na svatořečení.
V neděli 5. června 2016 byl při slavnostní bohoslužbě na Svatopetrském náměstí ve Vatikánu svatořečen papežem Františkem.